# Goudron de houille
Pour le produit de combustion de certains végétaux, voir goudron
Les goudrons de houille, appelés aussi simplement goudron, sont des dérivés houillés de couleur marron à noire, très visqueux, voire solides (brai de goudron). Ce sont des sous-produits de la distillation de la houille lors de la fabrication du coke, ou de sa gazéfaction en gaz de houille. Dans le langage courant, on les confond souvent avec le bitume d'origine pétrolière. Cette confusion est due à l'invention du tarmacadam, ancêtre des revêtements routiers qui était fabriqué à l'origine avec du goudron (tar en anglais). Le tarmacadam est lui-même confondu avec le macadam qui n'est qu'une technique d'empierrement sans goudron ni bitume ; le terme a donné le tarmac des aéroports.

## Utilisations
Inflammables, les goudrons de houille sont parfois utilisés pour chauffer ou démarrer une chaudière. Comme la plupart des huiles lourdes, ils doivent être chauffés avant de pouvoir circuler facilement.
Comme le goudron de pin, ils peuvent être utilisés dans les shampooings à usage médical, les savons et les pommades, comme traitement contre les pellicules et le psoriasis, ainsi que pour tuer et repousser les poux. Aux États-Unis, les préparations aux goudrons de houille médicales sont considérées comme médicaments en vente libre (over-the-counter drug — OTC) et sont soumises à la règlementation de la Food and Drug Administration. Elles sont vendues par exemple sous les noms de Denorex, Balnetar, Psoriasin, Tegrin, T-Gel et Neutar.
Lorsque les goudrons de houille sont utilisés dans la préparation extemporanée des médicaments topiques (usage externe en application locale sur la peau), ils sont fournis sous la forme de solution topique de goudron de houille de l'United States Pharmacopeia (USP), consistant en une solution à 20 % en masse par volume de goudron de houille dans l'alcool, avec en plus 5 % m/v de polysorbate 80 ; ils doivent ensuite être dilués dans une base de pommade, de la vaseline par exemple.
Ils sont aussi parfois utilisés pour synthétiser certaines substances comme le paracétamol[citation nécessaire].
Les goudrons de houille ont longtemps été employés :
- pour leurs propriétés d'imperméabilité : chaussées, joints de toiture, calfatage des coques de navire, etc. ;
- pour leurs propriétés de liant, c'est-à-dire comme une forme de mortier, conférant de la cohésion.

Les goudrons de houille étaient autrefois les principaux ingrédients du tarmacadam, utilisés avec des laitiers sidérurgiques.
Depuis les années 1970, les goudrons de houille ne sont plus employés comme matériau de construction en technique routière essentiellement en raison du passage du gaz de ville (plus pauvre en énergie) au gaz naturel (plus riche en énergie et dont les gisements sont largement exploités par l'industrie pétrolière) et donc de la fermeture de nombreuses cokeries. On l'utilise parfois encore lorsque l'on veut bénéficier de sa résistance aux hydrocarbures, par exemple dans les stations services ou les aires de stationnement et de ravitaillement d'avions (le bitume, d'origine pétrolière, est soluble dans les hydrocarbures). Cependant, cette technique a été largement supplantée par celle des bitumes modifiés appelés « anti K » (anti kérosène), du béton, et des résines ou des liants issus de la chimie de synthèse. 
Le goudron de houille est un cancérigène reconnu en raison de la présence d'hydrocarbures aromatiques polycycliques cancérigènes. 
Le goudron de houille fait cependant partie de la liste des médicaments essentiels de l'Organisation mondiale de la santé (liste mise à jour en avril 2013).

## Sécurité
Selon le Centre international de recherche sur le cancer, les préparations contenant plus de 5 % de goudrons de houille bruts sont dans le groupe 1 des cancérigènes.
La National Psoriasis Foundation et la FDA considèrent que le goudron de houille est un traitement précieux, sûr et peu coûteux pour des millions de gens souffrant de psoriasis ou d'autres affections de la peau.

## Composés des goudrons
Les goudrons de houille sont des mélanges complexes et variables de phénols, d'hydrocarbures aromatiques polycycliques (HAP) et de composés hétérocycliques. On compte notamment parmi ceux-ci des substances comme celles reprises dans la liste ci-dessous qui n'est pas exhaustive :
| - acénaphtène - acénaphtylène - acridine - alcool coniférylique - alcool p-coumarylique - alcool sinapylique - anthracène - anthanthrène - benzène - benzofluoranthène - benzofurane | - benzo[ghi]pérylène - benzoquinoline - benzothiophène - biphényle - carbazole - catéchol - chrysène - coronène (hexabenzobenzène) - crésol - dibenzo[af]anthracène - dibenzo[ah]anthracène | - dibenzo[fh]anthracène - dibenzofurane - fluoranthène - fluorène - furane - gaïacol - indène - indéno[1,2,3-cd]pyrène - indole - isoquinoléine - lévoglucosane | - 1-méthylnaphtalène - 2-méthylnaphtalène - naphtacène - naphtalène - naphtanthracène - pérylène - phénanthrène - phénol - α-picoline - pyrène - pyridine | - pyrrole - quinaldine - quinoléine - styrène - thiophène - toluène - triphénylène - o-xylène |

## Histoire
Johann Joachim Becher, dans son ouvrage Närrische Weißheit Und Weise Narrheit de 1682, aurait été le premier à proposer la fabrication de goudron de houille ; sur le modèle employé par les Suédois pour obtenir le goudron de pin. Il signale que le charbon obtenu après extraction du goudron est utilisable ; le goudron de houille aurait par ailleurs été fabriqué pendant de nombreuses années dans la principauté de Liège et dans d'autres parties de l'Empire germanique ; le charbon était distillé dans une enceinte en fonte d'acier. Le Numéro 228 des Philosophical Transactions (vol. XIX, p. 544), publié en mai 1697, contient un « Account of the making (of) pitch, tar, and oil out of a blackish stone in Shropshire, communicated by Mr. Martin Ele, the inventor of it ». Le minérai utilisé est décrit comme une roche noirâtre et poreuse, recouvrant les couches de charbon, à Broseley, Bentley, Pitchford, etc., et la partie bitumineuse a été séparée en broyant la roche en poudre et en la faisant bouillir avec de l'eau. Le goudron, jusque là du goudron de pin, était un matériau stratégique employé pour le calfatage des navires de toutes les marines d'Europe. Le marché était historiquement détenu par la Suède. Une politique mercantile agressive de la Suède visant à imposer la Norrländska tjärhandelskompaniet comme seule compagnie habilitée à distribuer le goudron suédois oblige alors l’Angleterre à se fournir dans ses colonies d'Amérique. Il est possible que la guerre d'indépendance des États-Unis en interrompant le commerce entre l'Angleterre et l'Amérique du Nord, et en restreignant ainsi l'approvisionnement en goudron de pin, ait contribué à la fabrication du goudron à partir du charbon. Les opérations de distillation de la houille étaient par ailleurs connues et suffisamment maîtrisées à cette époque grâce à la production du coke.